# Beach flag football ai IV Asian beach games
Gli incontri di beach flag football ai IV Asian beach games sono stati giocati al Parco Saphan Hin di Phuket tra il 14 e il 16 novembre 2014.

## Stadi
Distribuzione degli stadi del torneo di beach flag football agli Asian beach games 2014
| Phuket                |
| --------------------- |
| Parco Saphan Hin      |
| 71°53′17″N 98°23′51″E |
| Capacità:             |
| Altitudine: m s.l.m.  |
|                       |

## Primo turno

### Classifica
| Squadra    | G | V | N | P | PF  | PS  | DP   | Pt |
| ---------- | - | - | - | - | --- | --- | ---- | -- |
| Thailandia | 5 | 5 | 0 | 0 | 297 | 125 | +172 | 15 |
| Giappone   | 5 | 4 | 0 | 1 | 248 | 119 | +129 | 12 |
| Kuwait     | 5 | 3 | 0 | 2 | 233 | 146 | +87  | 9  |
| Cina       | 5 | 2 | 0 | 3 | 209 | 227 | −18  | 6  |
| Filippine  | 5 | 1 | 0 | 4 | 122 | 215 | −93  | 3  |
| India      | 5 | 0 | 0 | 5 | 76  | 353 | −277 | 0  |

### Giornata 1
| Phuket 12 novembre 2014, ore 8:00 Incontro 1 | Thailandia | 79 – 18 (45-6 34-12) | India | Parco Saphan Hin |

| Phuket 12 novembre 2014, ore 9:00 Incontro 2 | Giappone | 41 – 36 (27-18 14-18) | Kuwait | Parco Saphan Hin |

| Phuket 12 novembre 2014, ore 10:00 Incontro 3 | Filippine | 26 – 32 (14-24 12-8) | Cina | Parco Saphan Hin |

| Phuket 12 novembre 2014, ore 11:00 Incontro 4 | Kuwait | 34 – 40 (13-19 21-21) | Thailandia | Parco Saphan Hin |

| Phuket 12 novembre 2014, ore 12:00 Incontro 5 | Cina | 105 – 12 (47-6 58-6) | India | Parco Saphan Hin |

| Phuket 12 novembre 2014, ore 13:00 Incontro 6 | Giappone | 61 – 6 (34-6 27-0) | Filippine | Parco Saphan Hin |

| Phuket 12 novembre 2014, ore 14:00 Incontro 7 | Thailandia | 72 – 13 (43-0 29-13) | Cina | Parco Saphan Hin |

| Phuket 12 novembre 2014, ore 15:00 Incontro 8 | Filippine | 12 – 41 (0-16 12-25) | Kuwait | Parco Saphan Hin |

| Phuket 12 novembre 2014, ore 16:00 Incontro 9 | India | 12 – 55 (6-29 6-26) | Giappone | Parco Saphan Hin |

### Giornata 2
| Phuket 13 novembre 2014, ore 8:00 Incontro 10 | Filippine | 24 – 67 (18-41 6-26) | Thailandia | Parco Saphan Hin |

| Phuket 13 novembre 2014, ore 9:00 Incontro 11 | Giappone | 55 – 26 (28-6 27-20) | Cina | Parco Saphan Hin |

| Phuket 13 novembre 2014, ore 10:00 Incontro 12 | Kuwait | 60 – 20 (35-6 25-14) | India | Parco Saphan Hin |

| Phuket 13 novembre 2014, ore 11:00 Incontro 13 | Thailandia | 39 – 36 (12-12 27-24) | Giappone | Parco Saphan Hin |

| Phuket 13 novembre 2014, ore 12:00 Incontro 14 | India | 14 – 54 (12-30 2-24) | Filippine | Parco Saphan Hin |

| Phuket 13 novembre 2014, ore 13:00 Incontro 15 | Cina | 33 – 62 (27-32 6-30) | Kuwait | Parco Saphan Hin |

## Playoff

### Tabellone
|  | Semifinali | Semifinali | Semifinali |        |            | Finale     | Finale | Finale |  |
|  |            |            |            |        |            |            |        |        |  |
|  | Thailandia | Thailandia | 50         |        |            |            |        |        |  |
|  | Thailandia | Thailandia | 50         |        |            |            |        |        |  |
|  | Cina       | Cina       | 13         |        |            |            |        |        |  |
|  | Cina       | Cina       | 13         |        | Thailandia | Thailandia | 59     |        |  |
|  |            |            |            |        | Thailandia | Thailandia | 59     |        |  |
|  |            |            | Kuwait     | Kuwait | 39         |            |        |        |  |
|  | Giappone   | Giappone   | Kuwait     | Kuwait | 39         | 34         |        |        |  |
|  | Giappone   | Giappone   |            |        |            |            |        |        |  |
|  | Kuwait     | Kuwait     | 40         |        |            |            |        |        |  |

### Semifinali
| Phuket 13 novembre 2014, ore 15:00 Incontro 16 | Thailandia | 50 – 13 (21-13 29-0) | Cina | Parco Saphan Hin |

| Phuket 13 novembre 2014, ore 16:00 Incontro 17 | Giappone | 34 – 40 (27-14 7-26) | Kuwait | Parco Saphan Hin |

## Finale
| Phuket 14 novembre 2014, ore 18:00 Incontro 18 | Thailandia | 59 – 39 (39-12 20-27) | Kuwait | Parco Saphan Hin |

## Podio
| 2º posto Kuwait | Medaglia d'oro agli Asian beach games 2014 Thailandia 1º titolo | 3º posto Giappone Cina |